# Vasile Oprea
Vasile Oprea, romunski rokometaš, * 3. marec 1957, Bukarešta.
Leta 1984 je na poletnih olimpijskih igrah v Los Angelesu v sestavi romunske rokometne reprezentance osvojil bronastno olimpijsko medaljo.